# Catagramma klugi
Catagramma klugi är en fjärilsart som beskrevs av Bang-haas 1938. Catagramma klugi ingår i släktet Catagramma och familjen praktfjärilar. Inga underarter finns listade i Catalogue of Life.